# Département de Nueve de Julio (Chaco)
Pour les articles homonymes, voir Département de Nuevo de Julio.
Le département de Nueve de Julio est une des 25 subdivisions de la province du Chaco, en Argentine. Son chef-lieu est la ville de Las Breñas.
Le département a une superficie de 2 097 km2. Sa population s'élevait à 26 955 habitants au recensement de 2001.

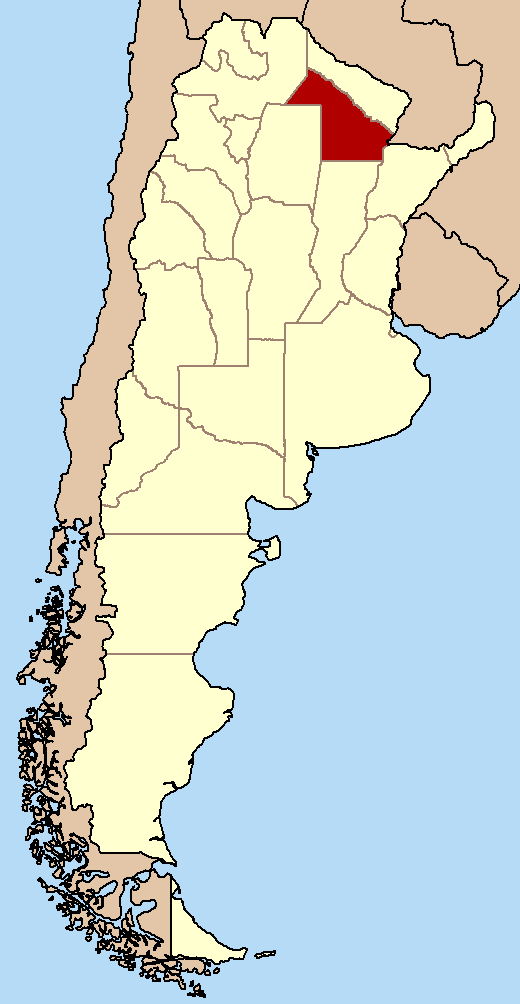
Localisation de la province du Chaco en Argentine.